# Helicopsyche koumaca
Helicopsyche koumaca är en nattsländeart som beskrevs av Ross 1975. Helicopsyche koumaca ingår i släktet Helicopsyche och familjen Helicopsychidae. Inga underarter finns listade i Catalogue of Life.